# Bandiera dei Territori del Nord-Ovest
La bandiera dei Territori del Nord-Ovest è composta da tre bande verticali, in rapporto 1:2:1: le bande laterali sono blu, mentre il rettangolo canadese è bianco. Il blu rappresenta i fiumi e i laghi, e il bianco rappresenta la neve e il ghiaccio.
Al centro della bandiera è raffigurato lo stemma, qui senza cimiero. La parte bianca con una linea ondulata azzurra rimanda al passaggio a nord-ovest. Il verde e il rosso, separati dalla linea degli alberi, rappresentano rispettivamente i boschi meridionali e la tundra, mentre la testa di volpe artica e i lingotti dorati sono un omaggio alle attività di commercio di pellicce e di estrazione di minerali, che storicamente hanno avuto un ruolo fondamentale nell'economia dei Territori.

## Storia
Prima dell'adozione della bandiera attuale, non fu mai adottata una bandiera ufficiale che rappresentasse i Territori del Nord-Ovest.
Nel 1968, a seguito del concorso per la bandiera dello Yukon tenutosi l'anno prima, l'Assemblea Legislativa dei Territori del Nord-Ovest bandì a sua volta un concorso aperto a tutti i canadesi, mettendo in palio C$1 000 al design scelto da un comitato speciale. Delle proposte inviate, il cui numero superò i tremila, fu scelta quella inviata da Robert Bessant, di Margaret (Manitoba). La bandiera fu adottata il 1º gennaio 1969.